# Serie A (calcio a 5 femminile)
La Serie A rappresenta il massimo torneo del campionato italiano di calcio a 5 femminile. Il primo campionato nazionale è stato istituito nella stagione 2011-12, ed è stato vinto dalle calabresi della Pro Reggina. Con la riforma dei campionati, nella stagione 2015-16 la categoria è stata divisa in due, con l'istituzione della Serie A Élite a cui hanno partecipato le 16 migliori formazioni. Dal 2017 torna a chiamarsi Serie A dopo la creazione della Serie A2.

## Formula
Vi partecipano attualmente 14 squadre che si affrontano in un girone all'italiana.Al termine della stagione regolare le prime della classifica parteciperanno alla fase play-off per l'assegnazione del titolo[1]. Il numero di retrocessioni è fissato a un massimo di cinque[1].

## Squadre partecipanti
Aggiornato alla stagione 2025-26
- 15 volte •  Kick Off (2011-oggi),  Pescara (2011-oggi)
- 13 volte •  Falconara (2013-oggi)
- 12 volte •  Real Statte (2011-23)
- 11 volte •  Lazio (2015-oggi)
- 8 volte •  Ternana (2011-19)
- 7 volte •  Breganze (2011-13, 2014-19)
- 6 volte •  Sinnai (2011-17),  Napoli (2011-15, 2016-17, 2018-19),  Olimpus (2013-19),  Salinis (2013-16, 2017-20)
- 5 volte •  V.I.P. (2019-20,2022-oggi),  Cagliari (2016-2021),  Audace Verona (2021-oggi),  Bitonto (2021-oggi),  Tikitaka Francavilla (2021-oggi),  CPFM (2011-16),  Isolotto (2011-16),  Lazio Femminile (2011-16),  Lupe (2011-16),  Pelletterie Firenze (2011-12, 2019-21, 2022-24),  Sporting Locri (2012-17)
- 4 volte •  Femminile Molfetta (2022-oggi),  Salandra (2011-15),  Sporteam Vicenza (2011-15),  Pescara (2011-13, 2016-18),  Città di Thiene (2013-15, 2016-18),  SF Fasano (2014-18),  Bisceglie (2018-22)
- 3 volte •  CUS Palermo (2011-14),  Jordan Aufugum (2011-14),  Pro Reggina (2011-14),  Virtus Roma (2011-14),  CUS Potenza (2012-15),  Mojito Torino (2012-15),  Sora (2012-15),  Vittoria (2012-15),  Real Grisignano (2017-20),  Rovigo Orange (2020-23),  Royal Team Lamezia (2018-19, 2023-25)
- 2 volte •   Irpinia (2022-23, 2025-oggi), C.M.B. (2024-oggi),  Mediterranea(2024-oggi),  Focus Foggia (2011-13),  Ganzirri (2011-13),  Flaminia (2011-12, 2018-19),  Areasport Verona (2012-14),  AZ Gold (2012-14),  Five Molfetta (2012-14),  Perugia (2012-14),  Decima SC (2013-15),  FB5 Roma (2013-15),  L'Acquedotto (2013-15),  Le Formiche (2013-15),  PSN Padova (2013-15),  Rionero (2013-15),  Arcadia Bisceglie (2014-15, 2016-17),  Bellator Ferentum (2016-18),  Florentia (2018-20),  Atletico Foligno (2023-25)
- 1 volta •  Aragonese (2011-12),  Trinakria (2011-12),  Atletico Ardea (2012-13),  Casalgrandese (2012-13),  Giovinazzo (2012-13),  Martina (2012-13),  PCG Bresso (2012-13),  Real Lions Ancona (2012-13),  Real Sorrento (2012-13),  Atletico Belvedere (2013-14),  Castellana Grotte (2013-14),  Catanzaro (2013-14),  Florida (2013-14),  Focus Donia (2013-14),  Purenergy Eboli (2013-14),  Tratalias (2013-14),  Elmas (2014-15),  Iron Team (2014-15),  Melito (2014-15),  P5 Palermo (2014-15),  PMB Roma (2014-15),  Real Stigliano (2014-15),  Robbio (2014-15),  Salernitana (2014-15),  Vis Concordia (2014-15),  Vis Lanciano (2014-15),  Rambla (2017-18),  New Team Noci (2019-20),  Virtus Ragusa (2019-20),  Città di Capena (2020-21),  Athena Sassari (2021-22),  Padova (2021-22),  Vis Fondi (2022-2023), Soccer Altamura (2025-oggi),  Women Roma C5 (2025-oggi),

## Albo d'oro
| Stagione  | Vincitore                                                                               | Secondo posto                                                                           | Terzo posto                                                                             |
| --------- | --------------------------------------------------------------------------------------- | --------------------------------------------------------------------------------------- | --------------------------------------------------------------------------------------- |
| 2011-2012 | Pro Reggina                                                                             | Real Statte                                                                             | Montesilvano Kick Off                                                                   |
| 2012-2013 | AZ Gold                                                                                 | Real Statte                                                                             | Sinnai Montesilvano                                                                     |
| 2013-2014 | Lazio Femminile                                                                         | Ternana                                                                                 | Sinnai Isolotto                                                                         |
| 2014-2015 | Ternana                                                                                 | Lazio Femminile                                                                         | Real Statte Montesilvano                                                                |
| 2015-2016 | Montesilvano                                                                            | Isolotto                                                                                | Kick Off Lazio Femminile                                                                |
| 2016-2017 | Olimpus                                                                                 | Ternana                                                                                 | Sinnai Montesilvano                                                                     |
| 2017-2018 | Ternana                                                                                 | Kick Off                                                                                | Olimpus Real Statte                                                                     |
| 2018-2019 | Salinis                                                                                 | Montesilvano                                                                            | Ternana Kick Off                                                                        |
| 2019-2020 | Titolo non assegnato a causa dello stop del campionato dovuto alla pandemia di COVID-19 | Titolo non assegnato a causa dello stop del campionato dovuto alla pandemia di COVID-19 | Titolo non assegnato a causa dello stop del campionato dovuto alla pandemia di COVID-19 |
| 2020-2021 | Montesilvano                                                                            | Falconara                                                                               | Kick Off Real Statte                                                                    |
| 2021-2022 | Falconara                                                                               | Pescara                                                                                 | Lazio Tikitaka Francavilla                                                              |
| 2022-2023 | Bitonto                                                                                 | Tikitaka Francavilla                                                                    | Falconara Montesilvano                                                                  |
| 2023-2024 | Bitonto                                                                                 | Tikitaka Francavilla                                                                    | Falconara Pescara                                                                       |
| 2024-2025 | Falconara                                                                               | Pescara                                                                                 | Bitonto, Tikitaka Francavilla                                                           |
| 2025-2026 |                                                                                         |                                                                                         |                                                                                         |

### Titoli per squadra
| Squadra         | Titoli | Anni                 |
| --------------- | ------ | -------------------- |
| Falconara       | 2      | 2021-2022, 2024-2025 |
| Ternana         | 2      | 2014-2015, 2017-2018 |
| Montesilvano    | 2      | 2015-2016, 2020-2021 |
| Bitonto         | 2      | 2022-2023, 2023-2024 |
| Pro Reggina     | 1      | 2011-2012            |
| AZ Gold         | 1      | 2012-2013            |
| Lazio Femminile | 1      | 2013-2014            |
| Olimpus         | 1      | 2016-2017            |
| Salinis         | 1      | 2018-2019            |